# Nemeslak
Koordináták: é. sz. 49,0805°, k. h. 18,5199°49.080500°N 18.519900°E
Nemeslak (1899-ig Nemes-Závada, szlovákul Zemianska Závada) Soltészperecsény településrésze, korábban önálló falu Szlovákiában, a Trencséni kerületben, a Vágbesztercei járásban.

## Fekvése
Vágbesztercétől 12 km-re délkeletre, a Szulyó-Perecsényi-medence déli részén fekszik. Soltészperecsény központjától közúton 5,5 km-re délnyugatra található.

## Története
A falu területén már az írott történelem előtti időkben is éltek emberek. A lausitzi és puhói kultúra népének településeit tárták itt fel.
A 18. század végén Vályi András így ír róla: „ZAVADA. N. Zavada. Tót faluk Trentsén Várm. földes Uraik Gr. Illésházy, és több Uraságok, fekszenek Nemsovának, és Podszkálnak szomszédságjokban; határjaik soványak.”
Fényes Elek 1851-ben kiadott geográfiai szótárában így ír a faluról: „Kis-Zavada, Trencsén m. tót f. Precsin filialisa. Számlál 159 kath., 4 zsidó lak. Sovány kősziklás határ; tölgyes erdő. F. u. többen. Ut. posta Zsolna.”
1910-ben 157, túlnyomórészt szlovák lakosa volt. A trianoni békéig Trencsén vármegye Vágbesztercei járásához tartozott.

## Külső hivatkozások
- Nemeslak Szlovákia térképén

## Lásd még
- Soltészperecsény